# Gerard Toal
Gerard Toal (irisch: Gearóid Ó Tuathail) (* 21. September 1962 in Smithborough) ist ein irischer Geograph, der als Professor für Internationale Beziehungen an der Virginia Tech in Blacksburg lehrt. Er ist einer der bekanntesten Vertreter der Kritischen Geopolitik.

## Leben
Nach einem ersten Studium von Geschichte und Geographie an der National University of Ireland, das 1982 er mit dem Bachelor-Examen abschloss, machte Toal 1984 das Master-Examen in Geographie an der University of Illinois wurde er 1989 im Fach Politische Geographie an der Syracuse University zum Ph.D. promoviert, der Titel seiner Dissertationsschrift war: „Critical Geopolitics: The Social Construction of Place and Space in the Practice of Statecraft“. Sein Doktorvater war John A. Agnew.
Anfangs befasste sich Toal mit der Dekonstruktion klassischer und aktueller geopolitischer Argumentationen im globalen Maßstab. Inzwischen konzentriert er sich in seinen Arbeiten auf die Regionen Kaukasus und Bosnien-Herzegowina.

## Schriften (Auswahl)
- Critical geopolitics. The politics of writing global space. University of Minnesota Press, Minneapolis 1996, ISBN 0816626022.
- Rethinking geopolitics. Routledge, New York 1998, ISBN 0415172500 (herausgegeben mit Simon Dalby).
- The geopolitics reader. 2. Auflage, Routledge, New York 2006, ISBN 0415341477  (herausgegeben mit Simon Dalby).
- Bosnia remade. Ethnic cleansing and its reversal. Oxford University Press, New York 2011, ISBN 9780199730360.
- Near Abroad: Putin, the West, and the Contest Over Ukraine and the Caucasus. Oxford University Press, New York 2017, ISBN 978-0-19-025330-1.

### Deutscher Übersetzungen
- Geopolitik – zur Entstehungsgeschichte einer Disziplin. In: Reinhard Zeilinger u. a. (Redaktion), Geopolitik. Zur Ideologiekritik politischer Raumkonzepte. Promedia, Wien 2001, ISBN 3-85371-167-7, S. 9–28 (gekürzte und von Elisabeth Binder und Gerhard Hard ins Deutsche übersetzte Fassung des ersten Kapitels von Critical geopolitics. The politics of writing global space).
- Rahmenbedingungen der Geopolitik in der Postmoderne: Globalisierung, Informationalisierung und die globale Risikogesellschaft. In: Reinhard Zeilinger u. a. (Redaktion), Geopolitik. Zur Ideologiekritik politischer Raumkonzepte. Promedia, Wien 2001, ISBN 3-85371-167-7, S. 120–141.